# دلالة لفظية طبيعية
الدلالة الطبيعية دلالة يجد العقل بين الدال والمدلول علاقة طبيعية ينتقل لأجلها منه إليه. والمراد من العلاقة الطبيعية إحداث طبيعة من الطبائع سواء كانت طبيعة اللافظ أو طبيعة المعنى أو طبيعة غيرها عروض الدّال عند عروض المدلول كدلالة أح أح على السعال وأصوات البهائم عند دعاء بعضها بعضا، وصوت استغاثة العصفور عند القبض عليه، فإنّ الطبيعة تنبعث بإحداث تلك الدوال عند عروض تلك المعاني، فالرابطة بين الدّال والمدلول هاهنا هو الطبع.

## تعاريف
قيل الدلالة الطبيعية اللفظية هي ما يكون بحسب مقتضى الطبع. وقال السيد الشريف في حاشيته، أراد به طبع اللافظ، فإنّه يقتضي تلفظه بذلك اللفظ عند عروض المعنى له. ويحتمل أن يراد به طبع معنى اللفظ لأنّه يقتضي التلفظ به. وأن يراد به طبع السامع فإنّ طبعه يتأدّى إلى فهم ذلك المعنى عند سماع اللفظ لا لأجل العلم بالوضع. قال المولوي عبد الحكيم الطبع والطبيعة والطّباع بالكسر في اللغة السّجيّة التي جبل عليها الإنسان. وفي الاصطلاح يطلق على مبدأ الآثار المختصّة بالشيء سواء كان بشعور أو لا؛ وعلى الحقيقة فإن أريد طبع اللافظ فالمراد به المعنى الأوّل فإن صورته النوعية أو نفسه يقتضي التلفّظ به عند عروض المعنى. وإن أريد طبع معنى اللفظ أي مدلوله فالمراد به المعنى الثاني. وإن أريد طبع السامع فالمراد به مبدأ الإدراك أي النفس الناطقة أو العقل اهـ.
ثم اعلم أنّه لا يقدح في الدلالة الطبيعية وجود دلالة عقلية مستندة إلى علاقة عقلية لجواز اجتماع الدلالتين باعتبار العلاقتين، بل ربّما يجتمع الدلالات الثلاث باعتبار العلاقات الثلاث كما إذا وضع لفظ أح أح للسعال، بل نقول كل علاقة طبيعية تستلزم علاقة عقلية، لأنّ إحداث الطبيعة عروض الدال عند عروض المدلول إنّما يكون علاقة للدلالة الطبيعية باعتبار استلزم تحقّق الدّال تحقّق المدلول على وجه خاص، لكن الدلالة المستندة إلى استلزام الدّال للمدلول بحسب نفس الأمر مطلقا مع قطع النظر عن خصوص المادة دلالة عقلية والدلالة المستندة إلى الاستلزام المخصوص بحسب مادة الطبيعة طبيعية فلا إشكال. نعم يتّجه على ما ذكروه في العلاقة الطبيعية من إحداث الطبيعية عروض الدّال عند عروض المدلول أنّه إنما يدلّ على استلزام المدلول للدّال وهو غير كاف في الدلالة عندهم، لجواز أن يكون اللازم أعمّ، بل لا بدّ من استلزام الدال للمدلول وإلّا لكان مطلق لفظ أح أح مثلا دالا على السعال أينما وقع وكيف وقع وهو باطل، بل الدّال عليه هو ذلك اللفظ بشرط وقوعه على وجه مخصوص يستلزم السعال. اللهم إلّا أن يقال المراد عند عروض المدلول فقط أي حصول الدال الذي هو على وجه إحداث الطبيعة عند حصول المدلول فقط. وحاصله استلزام الدّال للمدلول بطريق مخصوص وفيه بعد لا يخفى.
قيل حصر الدلالة الطبيعية في اللفظية، كما اختاره السّيد الشّريف، منقوض بدلالة الحمرة على الخجل والصفرة على الوجل وحركة النبض على المزاج المخصوص منها. قال المولوي عبد الحكيم ولعلّ السّيد الشريف أراد أن تحقّقها للّفظ قطعي، فإنّ لفظة أح لا تصدر عن الوجع، وكذا الأصوات الصادرة عن الحيوانات عند دعاء بعضها بعضا لا تصدر عن الحالات العارضة لها، بل إنّما تصدر عن طبيعتها بخلاف ما عدا اللفظ فإنّه يجوز أن تكون تلك العوارض منبعثة عن الطبيعة بواسطة الكيفيات النفسانية والمزاج المخصوص فتكون الدلالة طبيعية ويجوز أن تكون آثار النفس تلك الكيفيات والمزاج المخصوص فلا يكون للطبيعة مدخل في تلك الدلالة فتكون عقلية. قال الصادق الحلوائي في حاشية الطيبي وقد يقال الظاهر أنّ تسمية الدّال بمدخلية الطبع طبعية على قياس أخويها لا طبيعية. ويجاب بأنّ الطّبع مخفف الطبيعة، فروعي في النسبة حال الأصل.